# Scenes (album)
Scenes – drugi album studyjny amerykańskiego wirtuoza gitary Marty’ego Friedmana. Przy tworzeniu tej płyty współpracował również znany japoński kompozytor muzyki elektronicznej Kitarō. Nagrania zostały zarejestrowane w studiach Goodnight L.A.B. i Devonshire oraz w studiu należącym do Kitarō.

## Lista utworów
Opracowano na podstawie materiału źródłowego.
1. „Tibet” – 2:35
2. „Angel” – 3:39
3. „Valley of Eternity” – 8:15
4. „Night” – 6:39
5. „Realm of the Senses” – 5:32
6. „West” – 5:44
7. „Trance” – 1:56
8. „Triumph” – 5:41

## Twórcy
Opracowano na podstawie materiału źródłowego

- Nick Menza – perkusja
- Brian BecVar – instrumenty klawiszowe, instrumenty perkusyjne
- Marty Friedman – gitara rytmiczna, gitara prowadząca, gitara basowa, produkcja muzyczna
- Annie Calef – design
- Dave Stephens – design
- Steve Fontano – inżynieria dźwięku, produkcja muzyczna
- Dary Sulich – inżynieria dźwięku
- Gordon Sutcliffe – inżynieria dźwięku
- Mike Stock – inżynieria dźwięku
- Sir John – inżynieria dźwięku
- Kitarō – inżynieria dźwięku, produkcja muzyczna
- Ken Lee – mastering
- William Hames – zdjęcia
- Steve Moore – obsługa techniczna
- Tony DeLeonardo – obsługa techniczna